# Bécherel
Bécherel är en kommun i departementet Ille-et-Vilaine i regionen Bretagne i nordvästra Frankrike. Kommunen ligger i kantonen Bécherel som tillhör arrondissementet Rennes. År 2022 hade Bécherel 685 invånare.

## Befolkningsutveckling
Antalet invånare i kommunen Bécherel
Referens:INSEE